# Diguetia propinqua
Diguetia propinqua is een spinnensoort uit de familie Diguetidae. De soort komt voor in Mexico.